# 大森由紀
大森由紀（日语：大森 ゆき，1月12日—），日本女性配音員。出身於山梨縣。身高152cm。B型血。

## 人物簡介
2013年10月起現所屬AIR AGENCY，東京廣播學院聲優實踐科畢業。
從小就很喜歡《神奇寶貝》作品，並得知主角小智的配音員是女性而對此行業產生憧憬。
興趣有唱歌、讀書、接球。特長有唱歌、料理、盲打。

## 演出作品
※粗體字表示說明飾演的主要角色。

### 電視動畫
2017年
- 愛麗絲與藏六（敷島羽鳥的母親）
- 救難小英雄 逆襲的三惡人（貝比·魯斯的母親）

2020年
- 花牌情緣3（富士崎女學生）

### 網路動畫
- 鬥陣特攻短篇動畫「Honor and Glory」「Zero Hour」（布麗吉塔·林德霍姆）

### 遊戲
年份不詳
- 蒼天的Sky Galleon（瓦哈）

2017年
- 駭客入侵：人類岐裂
- 迷宮旅人2-2 墮落少女與初始之書（日语：ダンジョントラベラーズ2-2 闇堕ちの乙女とはじまりの書）（莫格拉、使者女、薩夏）

2018年
- 鬥陣特攻（布麗吉塔·林德霍姆）[4]

### 外語配音

#### 電影
| 作品年份 | 作品名稱         | 配演角色 | 演員        | 媒介       |
| -------- | ---------------- | -------- | ----------- | ---------- |
| 2012     | 七號禁毒組       | 艾蓮娜   | 茵瑪·奎斯塔 | DVD版本    |
| 2014     | 玩命快遞 (第2季) | 莎拉 等  | －          | BD&DVD版本 |
| 2016     | 荒唐阿姨大電影   | 卓丹·鄧  | 卓丹·鄧     | DVD版本    |

#### 動畫
- 神秘世界歷險記（英语：Yugo & Lala）（貓）

### 有聲書
- ！俺左腕（1～2冊）
- （1～3冊）
- 創世的大工衆
- 魔法少女育成計劃系列
  - 魔法少女育成計劃
  - 魔法少女育成計劃restart
  - 魔法少女育成計劃episodes
  - 魔法少女育成計劃limited
- S魔女×××
- 受歡迎的我連世界都拯救了(泣)（1～8冊）
- 人
- 深川澪通木番小屋（分冊發行）
- 女刑事音道貴子系列
  - 凍牙（日语：凍える牙）
  - 花散頃殺人
  - 鎖（日语：鎖 (小説)）
- 百鬼夜行 陰
- 月島慕情（日语：月島慕情）
- 質問 老
- 始末
- 陽光照耀之地系列
  - 陽場所
  - 違背中
  - 長夜
- QED系列（日语：QEDシリーズ）
  - QED 式的密室（日语：QED 式の密室）
  - QED 竹取傳說（日语：QED 竹取伝説）
  - QED 鬼城傳說（日语：QED 鬼の城伝説）
  - QED 龍馬暗殺（日语：QED 龍馬暗殺）
  - QED ～ventus～ 鎌倉之闇
  - QED 河童傳說（日语：QED 河童伝説）
  - QED ～flumen～ 九段坂之春
- 毒草師系列（日语：毒草師シリーズ）
  - 毒草師 QED Another Story（日语：毒草師 QED Another Story）
- 養老院大院
- 橋渡
- 二十四隻瞳（日语：二十四の瞳）
- 中島系列
  - 最高 中島愛相談室
  - 中島懲！
- 花舞系列
  - 不祥事（日语：不祥事 (小説)）
  - 花咲舞無法沉默
- 吉原手引草（日语：吉原手引草）
- 野玫瑰

### 旁白
- 激 警察密24時 ～2018酷暑～[5]

## 腳註

## 外部連結
- AIR AGENCY公式官網的聲優簡介（页面存档备份，存于） （日語）
- 大森由紀的X（前Twitter） （日語）